# 刘仲容
刘仲容（1902年—1980年3月27日），又名刘翚，男，湖南益阳人，曾任第一届民革中央委员，第四届民革中央常委，第五届民革中央副主席，第二、三届全国政协委员，第五届全国政协常委，第三届全国人大代表。

## 生平
刘仲容早年毕业于湖南省立第一师范学校。他于1923年加入中国国民党，并参与筹建湖南省国民党临时党部。1925年前往广州，任黄埔军校国民党特别党部执委。刘仲容的岳父赵守钰曾任冯玉祥国民军五原军事学校的校长。故结识了刘仲华、刘志坚等中共中央军委系统情报干部。1926年赴莫斯科中山大学学习。
1929年回国后，先后任冯玉祥部豫西警备司令部参谋处长、广西第四集团军总司令部少将参议、广西省政府参议等。1933年开始为中共上海中央执行局军委工作。
抗日战争爆发后，李宗仁派他前往延安，作为广西常驻代表与中共中央联系。后跟随白崇禧任军事委员会桂林行营参议、军训部参议等职。抗战结束后出任国防部参事，并参与发起了中国民主政团同盟。1949年李宗仁出任中华民国代总统后派他前往北平与毛泽东、周恩来和谈，后留在北平。
中华人民共和国成立后，刘仲容出任北京外国语学校副校长。1954年北京外国语学校改为北京外国语学院后，担任院长。1959年学校与北京俄语学院合并为新的北京外国语学院后，出任副院长。
1980年在北京逝世，终年77岁。

## 家族
父刘承烈。岳父赵守钰。